# Brachymenium
Brachymenium är ett släkte av bladmossor. Brachymenium ingår i familjen Bryaceae.

## Bildgalleri

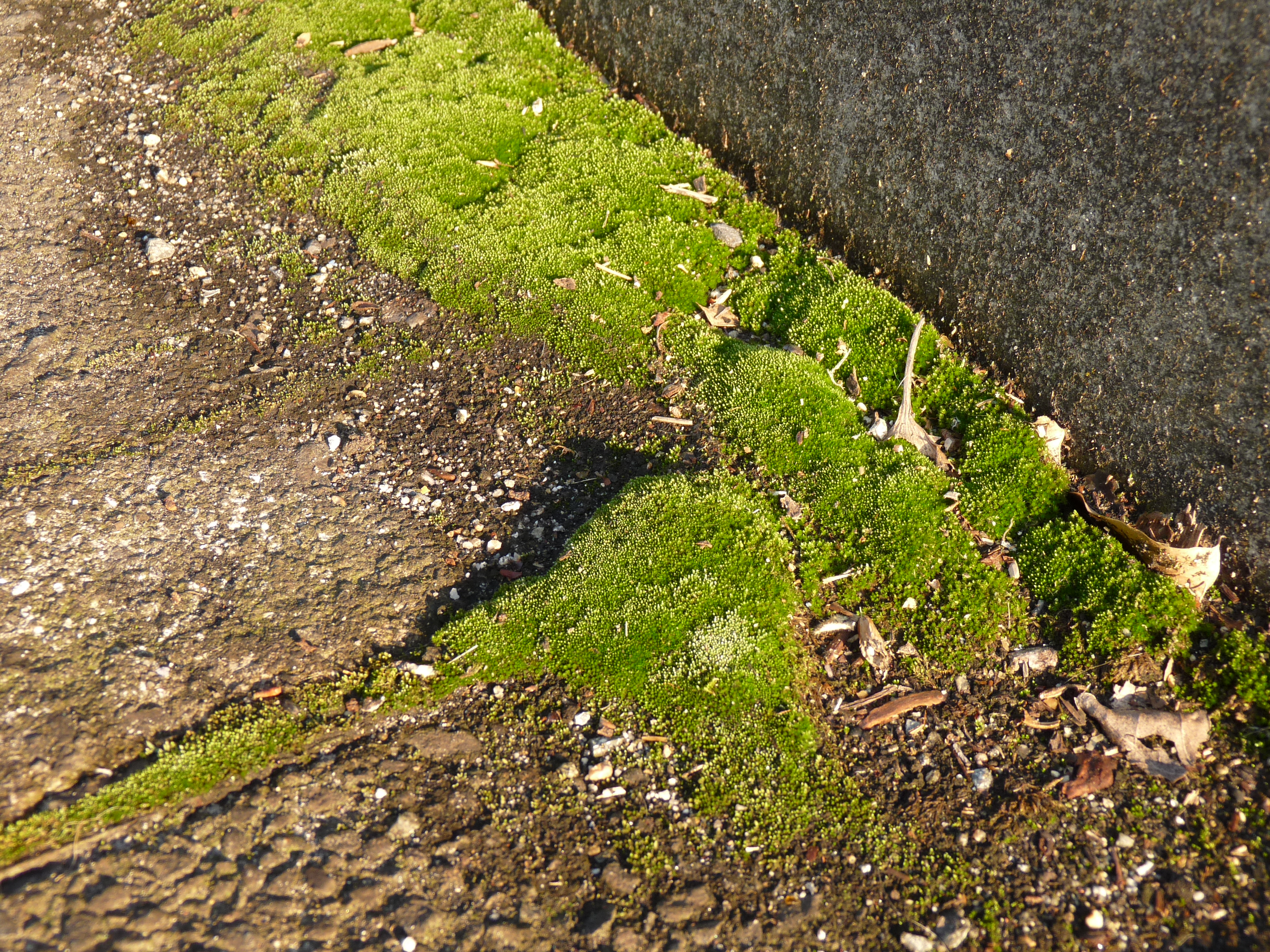
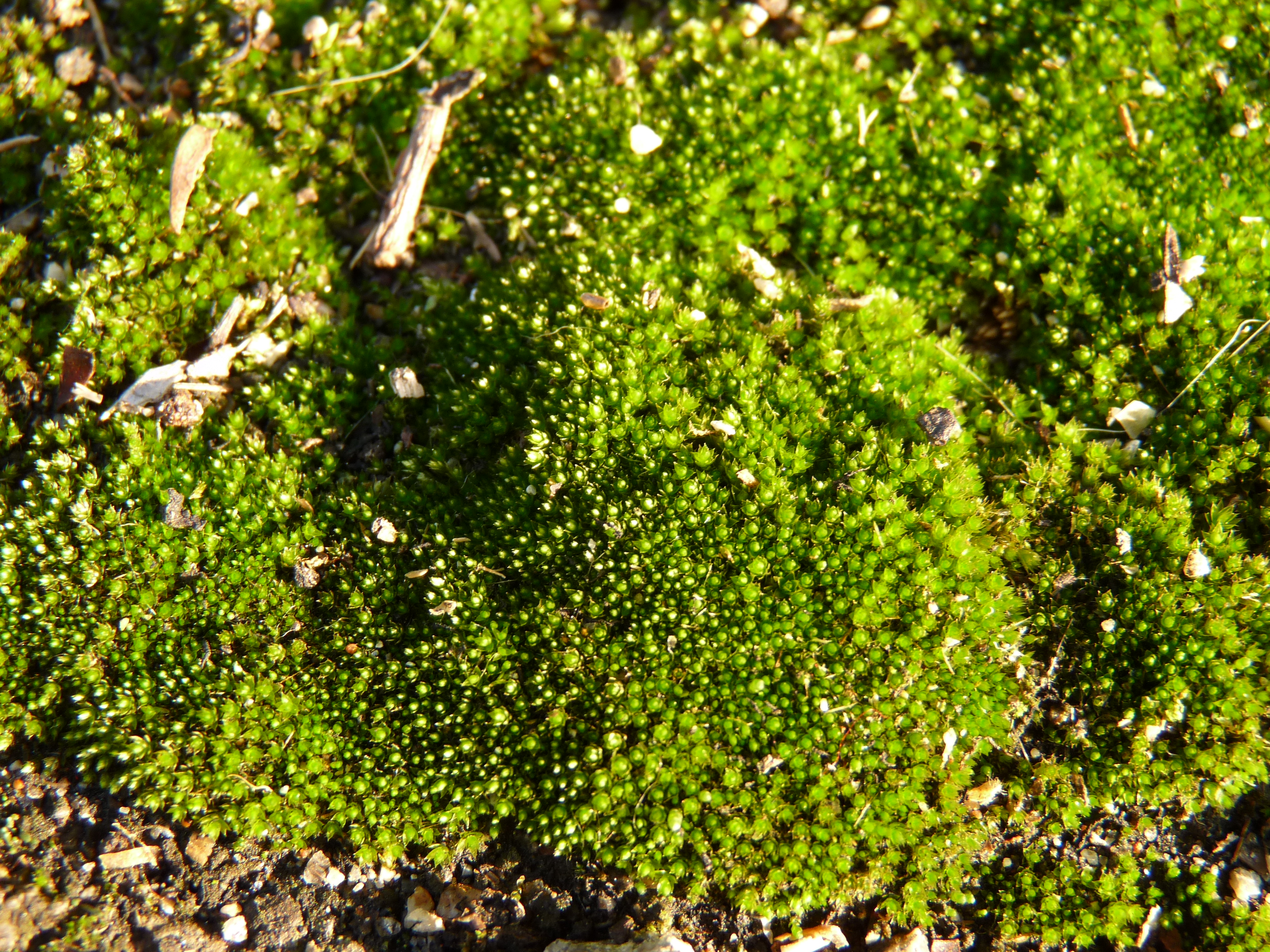

## Dottertaxa tillBrachymenium, i alfabetisk ordning[1]
- Brachymenium abyssinicum
- Brachymenium acuminatum
- Brachymenium alpinum
- Brachymenium andersonii
- Brachymenium angolense
- Brachymenium angustatum
- Brachymenium angustirete
- Brachymenium apiculatum
- Brachymenium brevicarpum
- Brachymenium bryoides
- Brachymenium bulbiferum
- Brachymenium capitulatum
- Brachymenium carionis
- Brachymenium chilense
- Brachymenium coarctatum
- Brachymenium columbicum
- Brachymenium commutatum
- Brachymenium consimile
- Brachymenium curvitheca
- Brachymenium daguense
- Brachymenium debilinerve
- Brachymenium deceptivum
- Brachymenium dicranoides
- Brachymenium domingense
- Brachymenium elgonense
- Brachymenium erectum
- Brachymenium erubescens
- Brachymenium eurychelium
- Brachymenium exile
- Brachymenium exiloides
- Brachymenium exoticosporum
- Brachymenium fabronioides
- Brachymenium flexifolium
- Brachymenium glaucum
- Brachymenium globirameum
- Brachymenium gracile
- Brachymenium himalayanum
- Brachymenium hornschuchianum
- Brachymenium huonii
- Brachymenium immarginatum
- Brachymenium indicum
- Brachymenium jilinense
- Brachymenium klotzschii
- Brachymenium lanceolatum
- Brachymenium leptophyllum
- Brachymenium leucotrichum
- Brachymenium longicolle
- Brachymenium longidens
- Brachymenium luteolum
- Brachymenium madagassum
- Brachymenium magellanicum
- Brachymenium malachiticum
- Brachymenium melanopyxis
- Brachymenium mexicanum
- Brachymenium meyenianum
- Brachymenium micans
- Brachymenium minutulum
- Brachymenium morasicum
- Brachymenium murale
- Brachymenium muricola
- Brachymenium myurella
- Brachymenium nepalense
- Brachymenium nietneri
- Brachymenium nigrescens
- Brachymenium niveum
- Brachymenium notarisii
- Brachymenium ovatum
- Brachymenium paradoxum
- Brachymenium patulum
- Brachymenium pendulum
- Brachymenium peraristatum
- Brachymenium philonotula
- Brachymenium preissianum
- Brachymenium procerrimum
- Brachymenium ptychothecium
- Brachymenium pulchellum
- Brachymenium pulchrum
- Brachymenium radiculosum
- Brachymenium regnellii
- Brachymenium revolutum
- Brachymenium rigidum
- Brachymenium robertii
- Brachymenium rubricarpum
- Brachymenium saint-pierrei
- Brachymenium semperlaxum
- Brachymenium sikkimense
- Brachymenium sinense
- Brachymenium sipapoense
- Brachymenium spathidophyllum
- Brachymenium speciosum
- Brachymenium speirocladum
- Brachymenium spirale
- Brachymenium spirifolium
- Brachymenium standleyi
- Brachymenium subuliferum
- Brachymenium systylium
- Brachymenium turgiditheca
- Brachymenium turgidum
- Brachymenium walkeri
- Brachymenium wattsii
- Brachymenium viviparum
- Brachymenium wrightii